# モンスターストライク (eスポーツ)
eスポーツとしてのモンスターストライクは、ミクシィ内のエンターテインメントブランド「XFLAG」から配信されているiOS・Android用ゲームアプリ「モンスターストライク」のスピンオフタイトルであるeスポーツ専用アプリ「モンスターストライク スタジアム」（通称・モンストスタジアム）を使用して行われる。2015年8月に「モンストグランプリ2015」として初開催。18歳以上（高校生不可）が参加できる「モンストグランプリ」、3歳から18歳未満（高校生可）が参加できる「モンストジュニアグランプリ」、そして日本eスポーツ連合から認定を受けたモンストのプロ選手がリーダーを務めるチームのみが参加できる「モンスト プロツアー」が主な公式大会である。

## 対戦方式
タイムアタックで勝敗を競う。1チーム最大4人のチーム対チームで同じステージのクリアタイムを競い、クリアタイムが早いチームが勝利となる。 対戦はeスポーツ専用アプリ「モンスターストライク スタジアム」で行う。ゲームシステムは「モンスターストライク」と同様だが、公平性を期するために全キャラクター使用可能な状態で無料でダウンロードできる。

## 主な公式大会

### モンストグランプリ
モンストグランプリ 2015
モンスト初の公式eスポーツ大会。2015年8月2日に幕張メッセにて決勝大会を実施。優勝は「リベンジN島の仲間たち」。
モンストグランプリ 2016 チャンピオンシップ
全国7か所で予選大会を開催し、2016年9月25日に幕張メッセにて決勝大会を開催。賞金総額5,000万円。主催は一般社団法人e-sports促進機構で、スポンサーはan、Expedia.co.jp、Google Play、DAIHATSU、TOSHIBA、亀田製菓、UHA味覚糖、レッドブル・ジャパン。優勝は「今池壁ドンズ」。

モンストグランプリ 2017 チャンピオンシップ
全国5か所で予選大会を開催し、2017年7月8日に幕張メッセにて決勝大会を実施。賞金総額5,000万円。スポンサーはAsahi、AKRACING、LG gram、Google Play、DAIHATSU、Nike、亀田製菓、HUAWEI、JTB。優勝は「練習不足。」。
モンストグランプリ 2018 チャンピオンシップ
全国5か所で予選大会を開催し、2018年7月1日に幕張メッセにて決勝大会を開催。賞金総額6,000万円。スポンサーはumbro、AKRACING、ECOVACS、DJI、TOYOTA、SENNHEISE。優勝は「今池壁ドンズα」。
モンストグランプリ 2019 アジアチャンピオンシップ
2019年7月13日、14日に幕張メッセで決勝大会を開催。賞金総額は1億円の大台にのぼり、国内5か所で予選大会を開催したほか、台湾・香港でも予選大会を初開催し、国際大会へと進化した。スポンサーはグーグル、トヨタ、Number(文藝春秋)、コカ・コーラボトラーズジャパン、Umbro、三井住友カード、ロジクール、カルビー、第一屋製パン、AKRACING。優勝は「どんどんススムンガ」。
モンストグランプリ2021 ジャパンチャンピオンシップ
全国６都市で予選大会を開催し、2021年7月10日、11日に決勝大会を開催。賞金総額8,000万円。本決勝大会は新型コロナウイルス感染拡大の影響もあり、無観客での実施となり、会場も幕張メッセ以外での開催となった。スポンサーはグーグル、東武トップツアーズ、三井住友カード、NBC、カルビー、テックウインド、ロジクール、ワンステップ。優勝チームは「ᎶᏤ(GV)」。
モンストグランプリ2022 ジャパンチャンピオンシップ
全国６都市で予選大会を開催し、2022年7月9日、10日に決勝大会を開催。賞金総額5,400万円。3年ぶりの有観客での開催となった。スポンサーはグーグル、東武トップツアーズ、Owltech、チェリオコーポレーション、じゃがりこ、テックウインド、チロルチョコ、出前館、ハウスウェルネスフーズ、ブシロード、マイムコーポレーション、ロジクール、ワンステップ。優勝チームは「ミラノ風カルボナーラ」。

#### モンストグランプリ 闘会議CUP
モンストグランプリ 2016 闘会議CUP
2016年1月30日、31日に幕張メッセにて開催。賞金総額5,000万円。主催は一般社団法人e-sports促進機構。優勝は「ヒッパレ・パレ!!」。
モンストグランプリ 2018 闘会議CUP
2018年2月10日に幕張メッセにて開催。モンスターストライク初のプロ選手（「今池壁ドンズα」「【愛】獣神亭一門」所属の4人）が誕生。
モンストグランプリ2018 プロフェッショナルマッチ
2018年2月11日に幕張メッセにて開催。「モンストグランプリ 2018 闘会議CUP」でプロ資格を得た選手で構成される「今池壁ドンズα」「【愛】獣神亭一門」が対戦。賞金総額1,000万円。優勝は「【愛】獣神亭一門」。

### モンストジュニアグランプリ
モンストジュニアグランプリ2019
2019年1月27日に幕張メッセで初開催。3歳以上から高校生が参加可能な大会で、高卒以上が参加できる「モンストグランプリ」に参加できない年齢のモンストユーザーが腕を競った。優勝は「次世代BOX」。

### モンスト プロツアー・プロリーグ
モンスターストライク プロフェッショナルズ2018 トーナメントツアー
2018年10月13日から12月29日の3か月間にわたり開催。日本eスポーツ連合よりモンストのプロライセンスを獲得した選手が所属する全8チームによる、賞金制1dayトーナメントツアー。賞金総額は6,000万円。優勝は「今池壁ドンズα」。
スポンサーは、株式会社東京ドーム、株式会社ドワンゴ、株式会社ニデック、カルビー株式会社、大正製薬株式会社、日本マクドナルド株式会社、ニューエラジャパン合同会社、白十字株式会社。
モンスト プロツアー 2019-2020
2019年11月9日から2020年2月29日までの約4か月間にわたり、全国7会場・全8戦で行うモンストのプロ12チームのNo.1を決める賞金制1dayトーナメント形式のeスポーツ大会ツアー。日本eスポーツ連合よりモンストのプロライセンスを獲得した選手がリーダーを務める全12チームが対戦する。賞金総額は1億円。優勝は「アラブルズ」。 スポンサーは、グーグル合同会社「Google Play」、株式会社コンテンツシード「THE キャラ」、デサントジャパン株式会社「umbro」、カルビー株式会社「じゃがりこ」、テックウインド株式会社「AKRacing」、株式会社ロジクール「ASTRO Gameing」。

## 公式以外の大会

### マチ★アソビ
2019年5月4日(土)から3日間に渡り、徳島県で行われた「マチ★アソビ」イベントの「eスポーツステージとくしま」でモンストのeスポーツ大会を実施。また、2019年10月26日（土）に「モンスターストライク スタジアム マチアソビオープントーナメント2019」が開催された。

### 東京eスポーツフェスタ
東京都を始めとした団体で構成された東京eスポーツフェスタ実行委員会が2020年1月11日(土)・12日(日) に開催するeスポーツ大会「東京eスポーツフェスタ」にモンストが採用された。大会は無料でダウンロードでき課金要素のないeスポーツ専用アプリ「モンスターストライク スタジアム」で行われ、出場は無料、4人1組であれば誰でも参加可能。優勝者には東京都知事杯が贈呈される。

### 「かごしま国体・大会」文化プログラム
2020年10月に開催予定だった第75回国民体育大会「燃ゆる感動かごしま国体・かごしま大会」の文化プログラムとして行われる「全国都道府県対抗eスポーツ選手権 2020 KAGOSHIMA」（主催：かごしま国体文化プログラム ｅスポーツ実行委員会）のeスポーツ実施タイトルとして採用された。

。新型コロナウイルス感染症拡大の影響を受けかごしま国体が延期となったため、今後の処遇については不明。

## プロチーム及びプレイヤー
50音順。
| チーム名             | チームカラー | プロライセンス所持プレイヤー                       | 備考 |
| -------------------- | ------------ | -------------------------------------------------- | ---- |
| アラブルズ           | 水色         | ぺぺ・KEVIN・Ritoはん・みんと                      |      |
| AliceWithAce         | 紫           | かず・だちゅら・きりぽん・ふみすけ                 |      |
| 今池壁ドンズα        | 白           | そふぁ。・なんとかきららEL・pkrn・べーこん・Sasaki |      |
| Cats                 | ピンク       | ＊あやたか＊・ひかり・吉村武琉・ねこa              |      |
| ᎶᏤ(GV)               | オレンジ     | ☆星☆・おっとっと・ケイゴ・とし・けんけん           |      |
| 獣神亭一門           | 赤           | あーぼー・ウィズ。・けーどら・たっくす             |      |
| どんどんススムンガ   | 黄           | ぴよまる・グヲタ・おりがみ・ごーず                 |      |
| はなっぷ             | 黄           | きよっぴー@・乙くん＠ルイちゃん狂・セイララーイ    |      |
| 4Sleepers            | ピンク       | てらきち🎵・🌸モモ🌸・KuM4・ゆぅちぇる             |      |
| ミラノ風カルボナーラ | 赤           | リオン・りにゃ・ロゼ・left                         |      |
| らぶましーん         | 紫           | かか・ゆう・しょーま・あすら・まにあ氏。           |      |
| 練習不足。           | 緑           | みき・＜cyu_yan＞・T2                              |      |
| ろくまる▲⁴           | 紫           | そーせーじ・対戦しましょう・みにみに。             |      |